# بنفشه تالابی
 بنفشه تالابی(نام علمی: Viola stagnina) نام یک گونه از سرده بنفشه است.